# Irmfried Eberl
Irmfried Eberl (Bregenz, 8 settembre 1910 – Ulma, 16 febbraio 1948) è stato un medico e militare austriaco naturalizzato tedesco (dopo l'Anschluss). Ufficiale nazionalsocialista fece parte del corpo delle Schutzstaffel (SS) con il grado di  SS-Untersturmführer.
Eberl fu il primo comandante del campo di sterminio di Treblinka, unico medico a raggiungere questa posizione ed esempio estremo di terapeuta trasformato in assassino.
Laureato in medicina nel 1933 ad Innsbruck, dopo l'annessione dell'Austria al Terzo Reich collaborò con il regime nazista. Al termine della Seconda guerra mondiale lavorò come medico a Blaubeuren sotto mentite spoglie: scovato dagli alleati nel gennaio del 1948, nel corso di quell'anno si suicidò.